# Chthamalus stellatus
Chthamalus stellatus är en kräftdjursart som först beskrevs av Giuseppe Saverio Poli 1791.  Chthamalus stellatus ingår i släktet Chthamalus och familjen Chthamalidae. Det är osäkert om arten förekommer i Sverige. Inga underarter finns listade i Catalogue of Life.

## Bildgalleri

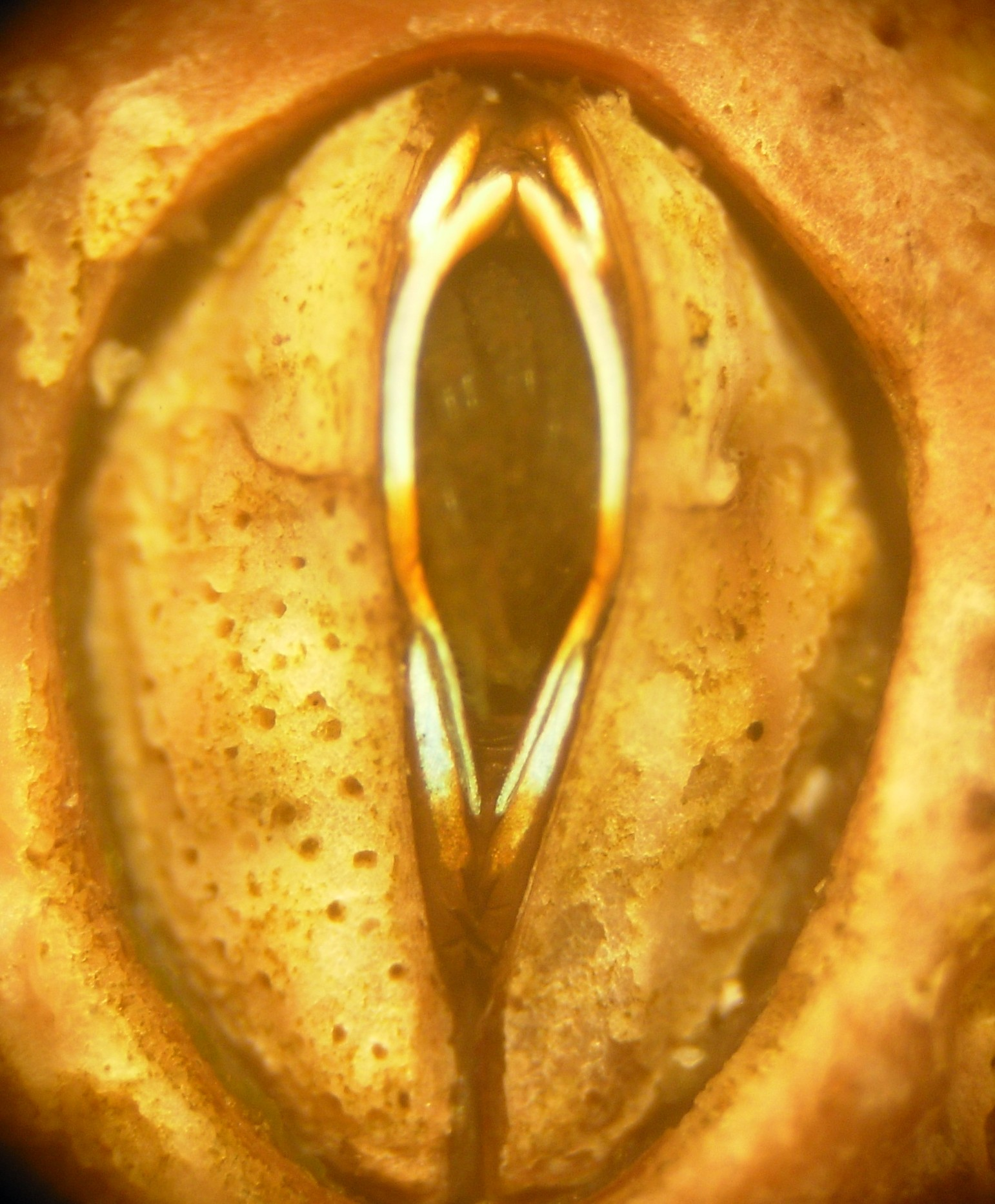